# Erwin Bock (Widerstandskämpfer)
Erwin Bock (* 23. Februar 1908 in Berlin; † 20. Dezember 1939 im KZ Sachsenhausen) war ein deutscher Widerstandskämpfer und Mitglied der Kommunistischen Partei Deutschlands.

## Leben
Er erlernte den Beruf eines Klempners und wohnte im Berliner Bezirk Köpenick. Bock war Mitglied des Kommunistischen Jugendverbandes und trat später der KPD bei. Von 1933, nach Beginn der NS-Diktatur, war er in den verschiedensten Formen in die illegale Widerstandsarbeit der KPD eingebunden. Von 1936 bis 1939 war er gemeinsam mit Alfred Randt im Untergrund tätig, wurde im Juli 1939 durch die Gestapo verhaftet und in das KZ Sachsenhausen gebracht. Dort starb er an den Folgen von Folterungen.

## Ehrungen
In Berlin-Köpenick ist seit dem 19. September 1981 die Erwin-Bock-Straße nach ihm benannt.